# Помешкин, Кирилл Константинович
Кири́лл Константи́нович Поме́шкин (род. 21 марта 2004, Бердск, Новосибирская область) — российский футболист, полузащитник махачкалинского «Динамо».

## Биография
Родился в Бердске, Новосибирская область.
Воспитанник школы клуба «Сибирь». 25 июля 2015 года перешёл в ДЮСШ «Бердск». 23 августа 2018 года присоединился к СШОР №63 «Смена». 15 июня 2021 года пополнил состав академии «Чертаново».
12 августа 2022 года перешёл в молодёжную команду клуба «Космос». 27 февраля 2023 года был внесен в заявку основной команды.
8 апреля 2023 года в матче Второй лиги против «Родины-2» дебютировал в профессиональном футболе.
В сезоне 2024 с клубом стал серебряным призёром Второй лиги (дивизион «Б», группа 3).
11 января 2025 года пополнил состав махачкалинского «Динамо». 2 мая 2025 года в матче против «Акрона», заменив на 88-й минуте Темиркана Сундукова, дебютировал в РПЛ.

## Статистика выступлений
| Выступление            | Выступление       | Выступление      | Лига | Лига | Кубки | Кубки | Итого | Итого |
| Клуб                   | Лига              | Сезон            | Игры | Голы | Игры  | Голы  | Игры  | Голы  |
| ---------------------- | ----------------- | ---------------- | ---- | ---- | ----- | ----- | ----- | ----- |
| Космос                 | Вторая лига       | 2022/23          | 6    | 0    | 0     | 0     | 6     | 0     |
| Космос                 | Вторая лига («Б») | 2023             | 16   | 4    | 1     | 0     | 17    | 4     |
| Космос                 | Вторая лига («Б») | 2024             | 27   | 12   | 2     | 1     | 29    | 13    |
| Космос                 | Итого             | Итого            | 49   | 16   | 3     | 1     | 52    | 17    |
| Динамо (Махачкала)     | РПЛ               | 2024/25          | 1    | 0    | 0     | 0     | 1     | 0     |
| Динамо (Махачкала)     | РПЛ               | 2025/26          | 2    | 0    | 1     | 0     | 3     | 0     |
| Динамо (Махачкала)     | Итого             | Итого            | 3    | 0    | 1     | 0     | 4     | 0     |
| → Динамо-2 (Махачкала) | Вторая лига («Б») | 2025             | 5    | 1    | —     | —     | 5     | 1     |
| → Динамо-2 (Махачкала) | Итого             | Итого            | 5    | 1    | —     | —     | 5     | 1     |
| Всего за карьеру       | Всего за карьеру  | Всего за карьеру | 57   | 17   | 4     | 1     | 61    | 18    |

## Достижения
«Космос»
- Серебряный призёр Второй лиги (дивизион «Б», группа 3): 2024